# Preah Vihear
Preah Vihear je hinduistický chrámový komplex na severu Kambodži při hranicích s Thajskem. Rozprostírá se na okraji náhorní plošiny, která se tyčí nad kambodžskou nížinou. Komplex vystavěný Khmérskou říší je tvořen soustavou chrámů spojených chodníky a schodišti. Areál je zasvěcen Šivovi a pochází z 11. století, jeden z prvních chrámů byl však na tomto místě vystavěn už v 9. století. V 13. století upadl význam hinduismu v regionu a chrám byl přeměněn na chrám théravádského buddhismu. V roce 2008 byl Preah Vihear zapsán mezi památky světového dědictví UNESCO.
O území, na kterém se chrám nachází, vedly obě země v minulosti spor; v šedesátých letech 20. století bylo nakonec přiznáno Kambodži.

## Fotogalerie

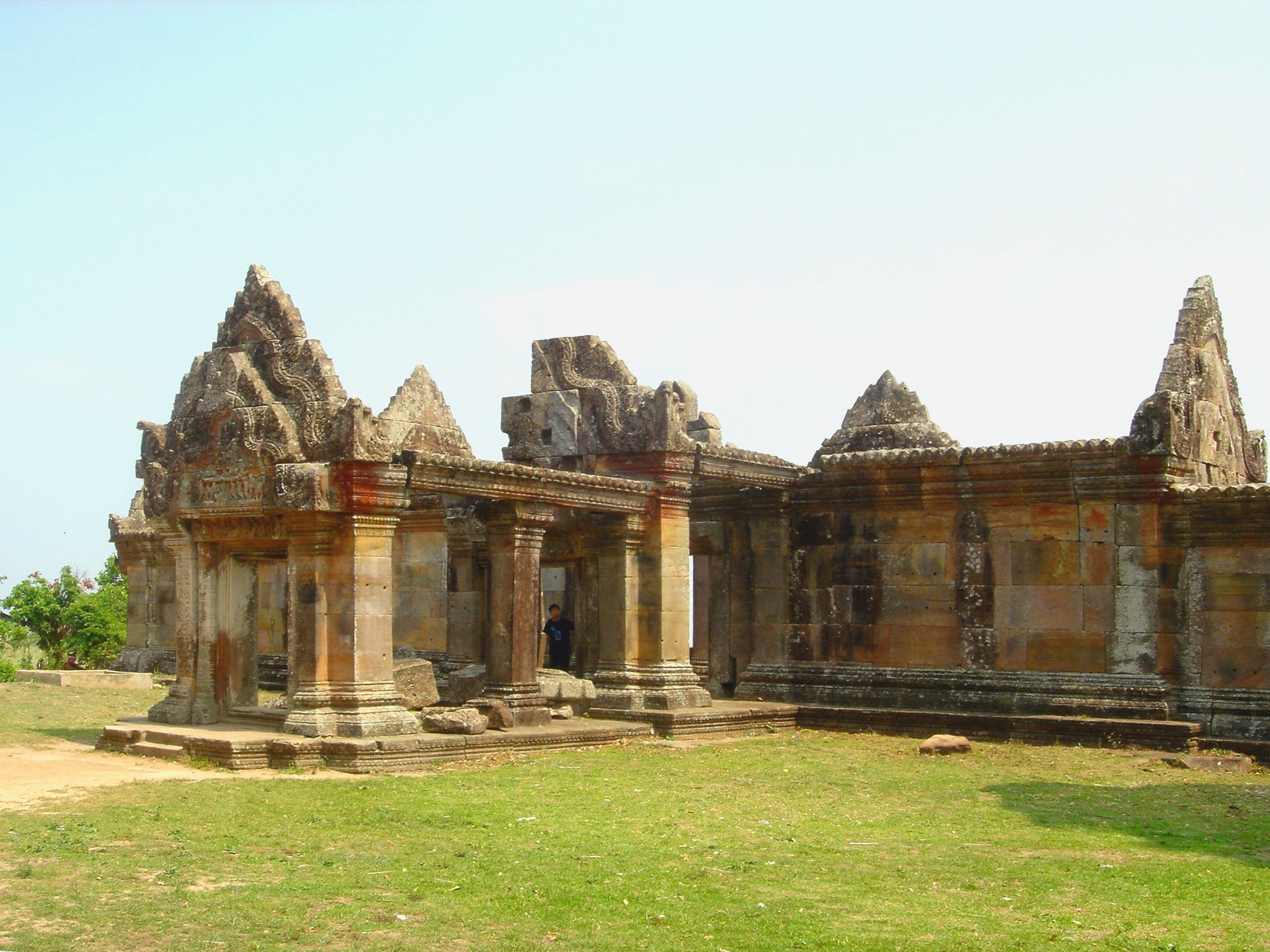
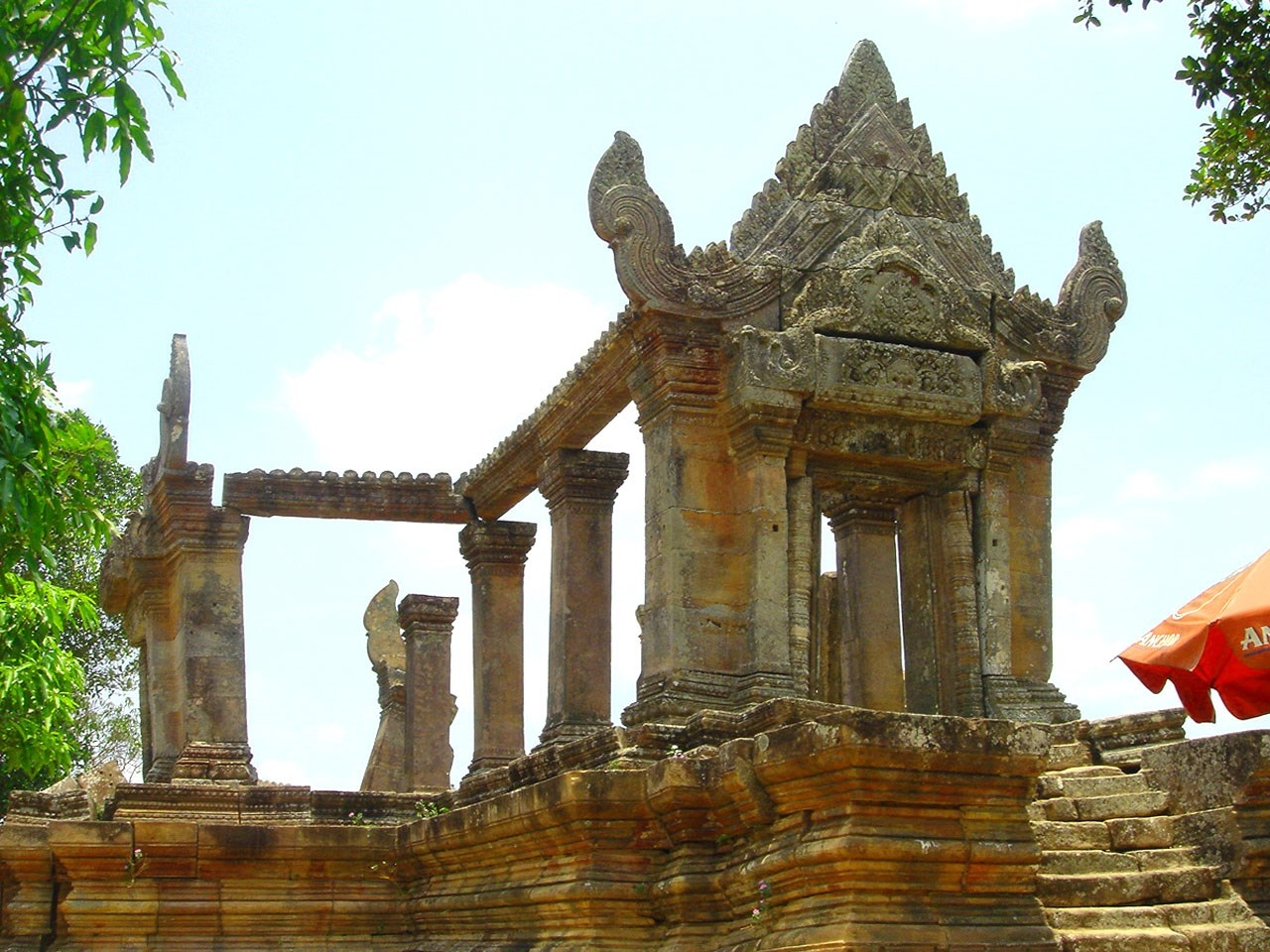
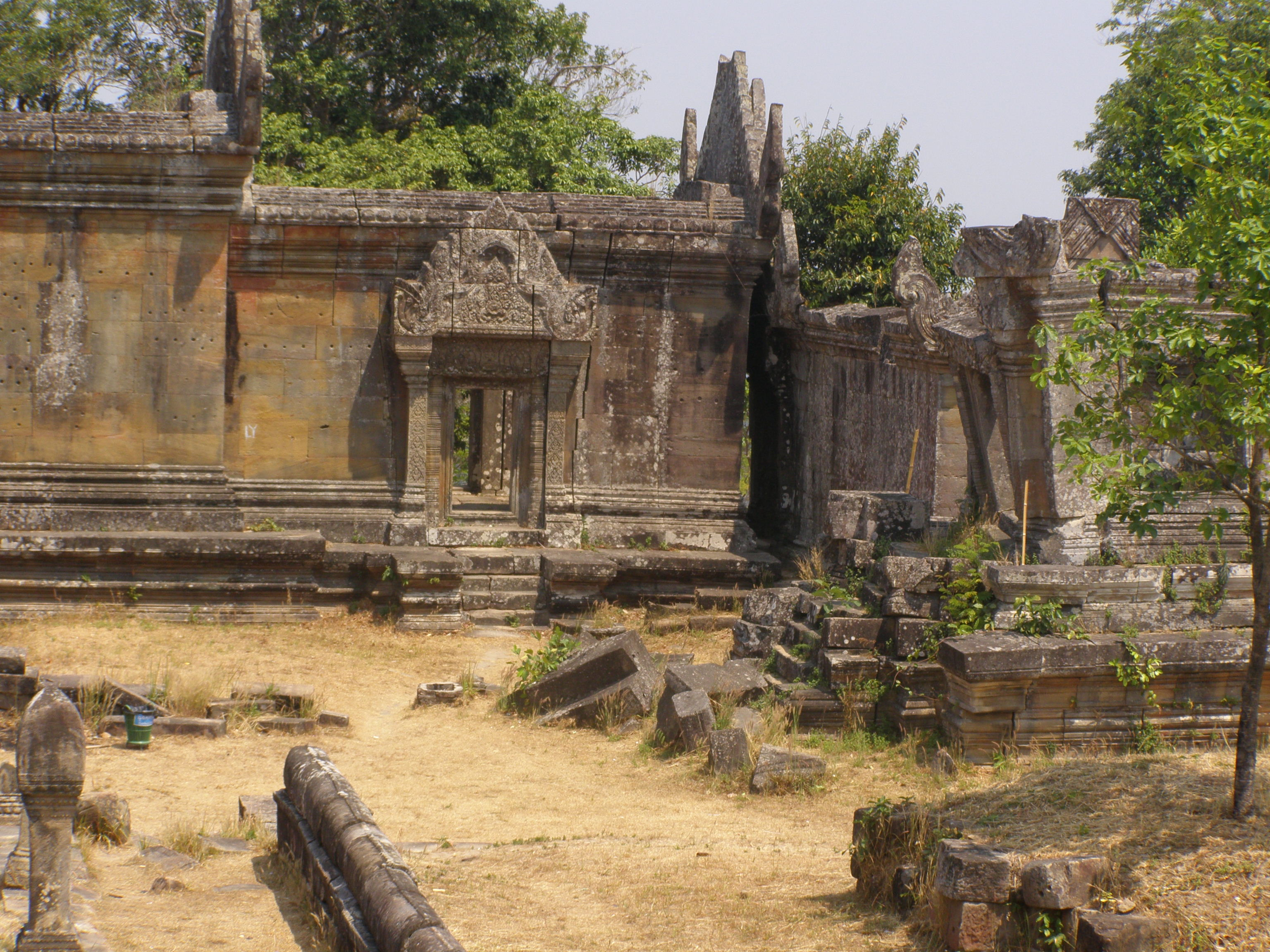